# Danie Craven Stadium
Danie Craven Stadium – wielofunkcyjny stadion znajdujący się w południowoafrykańskim Stellenbosch służący przede wszystkim do rozgrywania meczów rugby union.
Stadion został nazwany na cześć Danie Cravena – reprezentanta kraju i działacza Południowoafrykańskiego Związku Rugby.
Zbudowany w 1979 roku obiekt mieści 16 000 widzów. Znajduje się na terenie University of Stellenbosch i jest stadionem domowym drużyny tej uczelni – Maties Rugby Club. Prócz meczów tej drużyny kilkukrotnie gościł również mecze finałowe Varsity Rugby – uniwersyteckich rozgrywek w rugby union.
Podczas Pucharu Świata w Rugby 1995 odbyło się na nim spotkanie Australii i Rumunii. W 1999 roku natomiast był areną zmagań w inauguracyjnym turnieju South Africa Sevens rozegranego w ramach sezonu 1999/2000 IRB Sevens World Series.
Był jednym z dwóch stadionów, na których odbywały się Mistrzostwa Świata Juniorów w Rugby Union 2012.
Okazjonalnie odbywały się na nim mecze krykieta.